# Alexis Chalbos
Alexis Chalbos   (Cubièira, 6 de març de 1736 - Magúncia, 17 de març de 1803), nom complet Alexis François Chalbos, fou un general de divisió de la Revolució Francesa.

## Biografia
Era fill de Joseph Chalbos (1695-1739), advocat al parlament, notari i jutge de Cubières, i de Magdeleine de Mazel de Fayet († 1739). Va entrar al servei l'1 d'abril de 1751 com a soldat al regiment de Normandia, després va ser llicenciat per gràcia el 6 de juliol de 1755.
Voluntari al regiment de cavalleria del rei des del 22 de setembre de 1756, va fer les campanyes a Alemanya del 1757 al 1762. Intendent el 1762, oficial d'estada el 15 de març de 1763, abanderat el 31 de juliol de 1767, amb el grau de tinent el 15 de març de 1763. El 7 de juny de 1770 esdevingué tinent d'una companyia el 23 d'agost de 1772, després segon tinent en formació el 16 de juny de 1776. Va ser nomenat primer tinent el 9 de setembre de 1778 i el 29 de maig de 1779 ingressà al regiment de cavalleria dels "Tres Bisbats". Fou nomenat cavaller de Saint-Louis el 13 de gener de 1788 i el 15 de maig ingressà al regiment de caçadors de Guyenne. Va rebre la llicència de capità el 7 de juny de 1789 i va ser destinat al 8è Regiment de cavalleria el juliol de 1790.
El 9 de setembre de 1792 va ser nomenat ajudant general tinent coronel del camp de París i el 8 de març de 1793 va ser nomenat cap de brigada de l'exèrcit de la Vendée. El 30 d'abril fou emprat a l'exèrcit de les costes de La Rochelle, i fou ascendit a general de brigada el 6 de maig de 1793. Guanyador D'Elbée a Fontenay-le-Comte el 16 de maig, fou expulsat per culpa del mateix D'Elbée a conseqüència de la seva derrota del dia 25 del mateix mes. El 22 de maig de 1793 fou elevat al rang de general de divisió i comandant de l'exèrcit de Fontenay. Comandant de la divisió d'esquerra a l'exèrcit de les costes de La Rochelle, després de la sortida de Biron del 16 al 30 de juliol, es va incorporar a l'exèrcit d'Occident el 6 d'octubre, on va guanyar de Lescure a Châtillon el 9 d'octubre de 1793. Va comandar per interí sota el general Léchelle la divisió de les costes de La Rochelle, del 9 al 17 d'octubre, i el 17 d'octubre va servir a Cholet, va comandar una divisió sota Léchelle del 17 al 27 d'octubre, després va comandar l'exèrcit, en lloc de Léchelle el 28 d'octubre de 1793.
El 14 de novembre de 1793 es va acomiadar i el 5 d'abril de 1794 va ser emprat a l'Exèrcit del Rin, com a comandant de la divisió Haut-Rhin. No inclòs en la reorganització dels estats majors del 13 de juny de 1795, fou emprat a l'exèrcit de la costa de Brest el 29 de juliol de 1795. Comandant de la divisió Sables-d'Olonne (6a divisió militar) l'agost de 1795, prengué comandament de la 4a divisió de l'exèrcit occidental el 5 d'octubre de 1795. Va ser admès a la jubilació l'1 de gener de 1796.
Va tornar a ser posat en servei el 10 d'abril de 1796 i el 15 de setembre de 1799 va ser nomenat comandant temporal de la plaça de Metz. Comandant la 25a divisió militar l'1 de juliol de 1800, va ser retirat el 8 de febrer de 1801. El 6 de juny de 1801 va reprendre el servei com a comandant d'armes de la plaça de Mainz, i va morir en servei el 17 de març de 1803.